# Pons Racing
Pons Racing es una escudería de motociclismo titularidad de la sociedad británica Pons Racing Uk Limited, dirigida por el expiloto de motociclismo Sito Pons. Actualmente compite en el campeonato de Moto2. En automovilismo ha participado muchos años seguidos en las World Series by Renault, donde consiguió su mejor marca en la primera temporada ganando el campeonato gracias a un espectacular Heikki Kovalainen.
A lo largo de su larga experiencia, sobre todo en la categoría reina del motociclismo, bajo el equipo Honda Pons, han pasado pilotos como Álex Crivillé, Carlos Checa, Alex Barros, Loris Capirossi o Max Biaggi. En 2008 regresó al campeonato del mundo de motociclismo para apoyar a su hijo Axel Pons bajo el equipo Jack & Jones luego pasó a los 250 cc. bajo el nombre de Pepe World para posteriormente pasarse al campeonato de Moto 2 bajo el equipo Tenerife 40 Pons.

## Historia

### 500cc y MotoGP
Pons Racing debutó en el mundial en 1992 en la clase 500 con el piloto Àlex Crivillé sobre una Honda NSR500. En la primera temporada, el equipo logró su primer podio con Crivillé, una tercera posición en el circuito de Shah Alam en Malasia, y la primera victoria, que fue también la primera de un piloto español en la máxima categoría, en el circuito holandés de Assen. Al año siguiente redoblaron su apuesta debutando también en la categoría 250 (de nuevo con Honda) de la mano de Alberto Puig, consiguiendo el primer podio de la categoría y un tercer puesto en el GP de Europa en el circuito de Cataluña. En 1994 participó en exclusiva en la clase 500cc. Al año siguiente volvió a competir en 250 con Carlos Checa, compitiendo también en 500 con su compañero Alberto Puig. En 1996 se mantuvo el equipo de 500 y volvió a desaparecer el equipo de 250. En 1998 Alberto Puig fue sustituido por el piloto estadounidense John Kocinski, campeón del mundo en la clase de 250 en 1990. En 1999 llegaron el brasileño Alex Barros y el español Juan Borja, quien fue reemplazado en 2000 por Loris Capirossi. En 2002 el equipo de Pons consiguió su primer podio en MotoGP con Capirossi (en el circuito de Phakisa en el GP de Sudáfrica) y con Barros su primera victoria en MotoGP, en el GP del Pacífico en el circuito de Motegi. En 2003 ambos pilotos fueron reemplazados por Max Biaggi y Tōru Ukawa, este último al año siguiente fue reemplazado por su compatriota Makoto Tamada. En 2005 regresa Alex Barros a la plantilla y se ficha al australiano Troy Bayliss.
|                                           |
| Alberto Puig con la Ducados-Honda en 1994 |

|                                      |
| NSR500 de Barros del West-Honda Pons |

|                                       |
| RC211V de Tamada del Camel-Honda Pons |

|                                         |
| Bayliss con la Camel-Honda Pons en 2005 |

### World Series by Renault

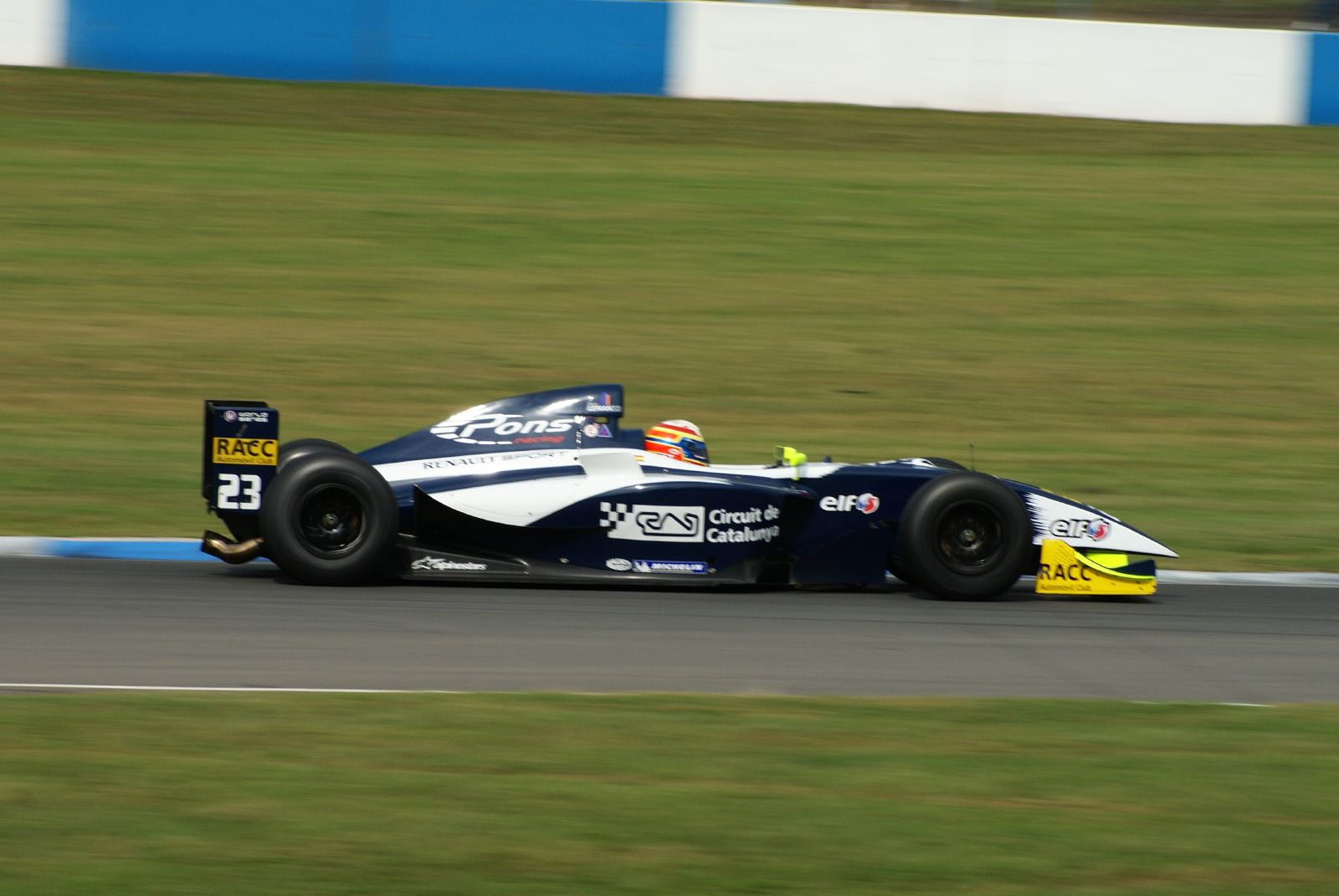
Miguel Molina en Donington (2007)

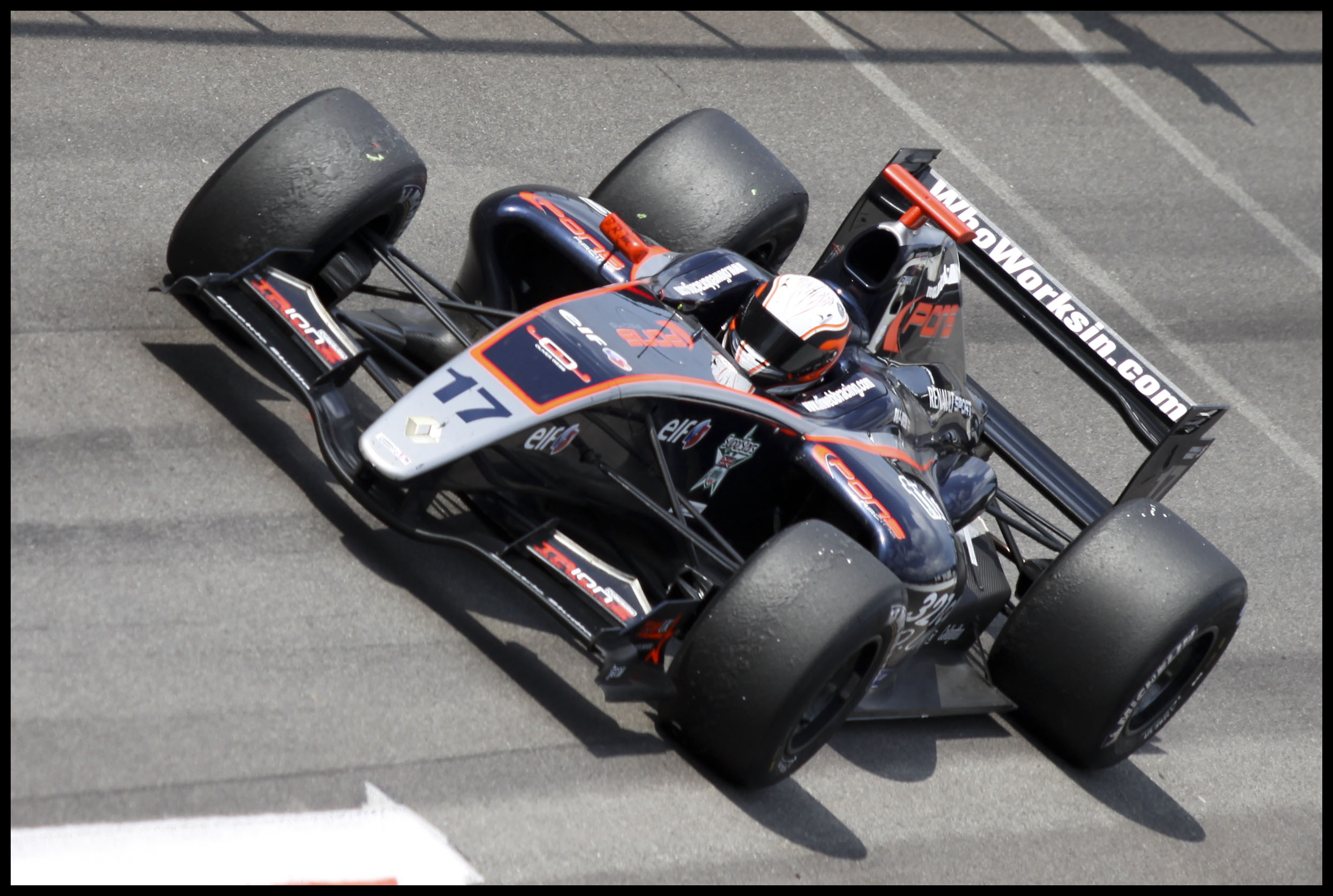
Oliver Webb en Spa-Francorchamps (2011)

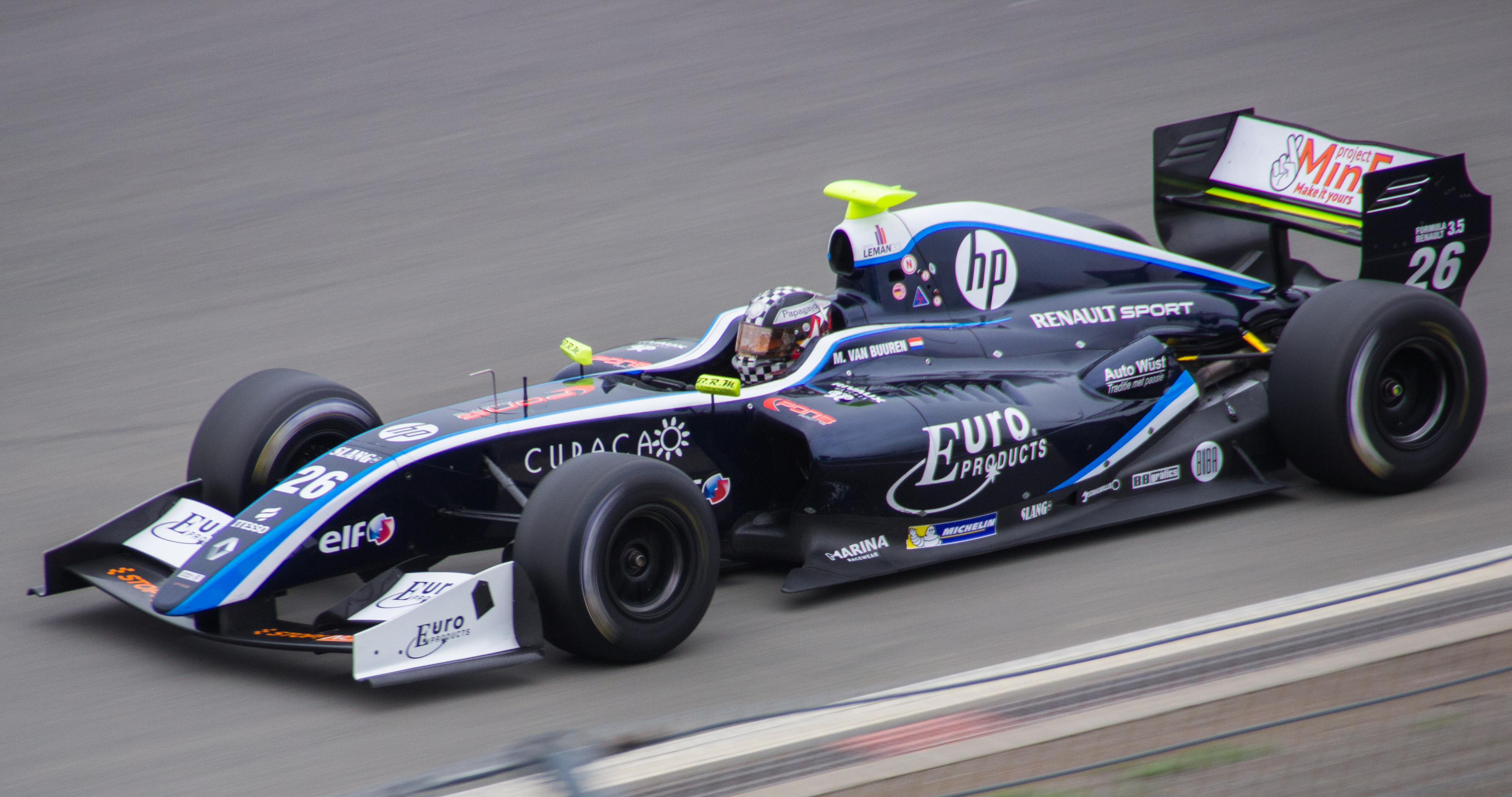
Meindert van Buuren en Nürburgring (2014)

En 2004 Pons Racing decide aventurarse en la World Series by Nissan siendo asesorado por Gabord Competición, a pesar de que en la temporada anterior el campeonato mostrase alguna debilidad al no seguir la estrategia marcada en 2002, lo que espantó a algunos equipos fieles hasta el momento a la categoría de Jaime Alguersuari. Empiezan con dos grandes pilotos para estrenarse: Heikki Kovalainen que gana inmediatamente seis carreras consiguiendo casi 10 podios consecutivos (además del campeonato de pilotos) y Adrián Vallés, que venía de hacer grandes logros en categorías inferiores. Pons Racing, en su estreno, se llevó el campeonato de equipos.
En 2005 ya con el campeonato bajo las riendas de Renault, Adrián Vallés finalizó segundo en el campeonato por detrás de Robert Kubica con dos victorias en Donington Park y en Monza. El equipo termina quinto en el campeonato. En esta temporada se aventuran en la Eurocopa de Fórmula Renault 2.0, con los pilotos apoyados por el RACC y el Circuit Dani Clos y Miguel Molina. Los pilotos no consiguen buenos rendimientos en sus monoplazas y la escudería no continúa en esa serie en 2006. Donde sí siguen es en la 3.5, donde James Rossiter y Tristan Gommendy lograron cada uno un podio para el equipo. Debido a que Gommendy solo condujo los últimos dos fines de semana de carrera, Rossiter es el piloto mejor clasificado con el decimocuarto lugar.
En 2007 Miguel Molina ganó dos carreras en Estoril y Barcelona. Debido a los peores resultados durante el resto de la temporada, solo terminó séptimo en el campeonato, como el equipo. En 2008, Marcos Martínez Ucha subió al único podio del equipo en la primera carrera en Silverstone. Terminó decimoquinto en el campeonato mientras que el equipo terminó undécimo. En 2009, Martínez realizó un inicio de temporada espectacular, ganando las tres primeras carreras del campeonato. En Silverstone logró una cuarta victoria, pero luego no sumó más puntos. Al final terminó séptimo en el campeonato y el equipo sexto. En 2010, Daniel Zampieri logró dos podios para el equipo, finalizando noveno en el campeonato.
En 2011, Oliver Webb pilotó el primer automóvil y el segundo automóvil se entregó a un piloto diferente casi todos los fines de semana de carreras: Dominic Storey, Jean Karl Vernay, Filip Salaquarda, Adrien Tambay, Michael Herck, Marcos Martínez y Nick Yelloly condujeron el segundo monoplaza de Pons ese año. Solo Yelloly consiguió buenos resultados, destacando un segundo puesto en la última carrera de Barcelona. Esto lo convirtió en el piloto de Pons mejor clasificado con el decimocuarto lugar, mientras que el equipo terminó undécimo en el campeonato. Debido a los problemas económicos que surgieron de esto, Pons (que se había centrado de nuevo en las motos) ficha a Emilio de Villota jr como nuevo team mánager de la estructura.
A pesar del cambio, en las 4 siguientes temporadas la escudería seguirá siempre ocupando los últimos puestos de las carreras y de los campeonatos de escuderías, con excepción de las carreras en las que pilotó para ellos Roberto Merhi en 2015, antes de ser descalificado por el incidente protagonizado en el Red Bull Ring tras casi haber conseguido su segundo podio de la temporada. Tras desvincularse Renault de la competición, Pons hace lo propio y el Teo Martín Motorsport se queda la estructura.

### Retorno a 250cc/Moto2

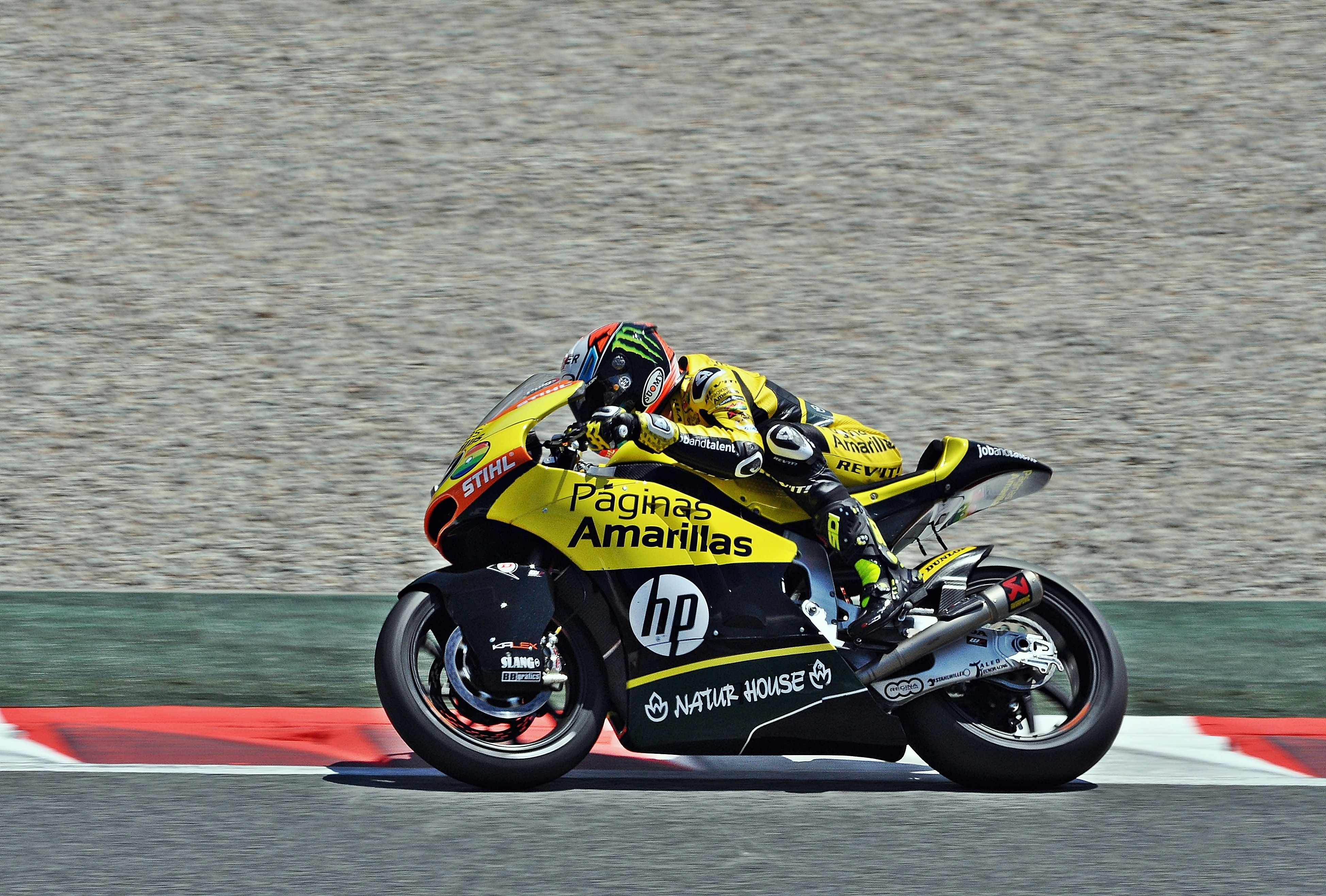
Álex Rins con la Moto2 del Páginas Amarillas-HP 40 Pons en 2015

Tras tres temporadas de ausencia en el mundial, el equipo de Pons volvió a la clase 250 en 2009 con Héctor Barberá y Axel Pons (hijo de Sito) sobre una Aprilia, obteniendo (con Barberá) la primera victoria de la categoría en el circuito de Losail, la prueba inaugural de la temporada.
En 2010, con el paso de la categoría 250 a Moto2, el equipo de Pons se llevó consigo al piloto español Sergio Gadea, en sustitución de Barberá (que pasó a MotoGP). Justo Gadea le dio al equipo el primer podio de la categoría, un segundo puesto en el GP de Italia en Mugello. En 2011 Aleix Espargaró sustituyó a Sergio Gadea. En 2012 Pol Espargaró ganó la primera carrera de Moto2 del equipo en el circuito de Jerez y en 2013 consiguió el campeonato del mundo de Moto2, primer título mundial conquistado por el equipo de Sito Pons. En las temporadas 2012 y 2013 el equipo contó con tres corredores Pol Espargaró, Esteve Rabat, Axel Pons.
En 2014 pilotaron con el equipo Pons Luis Salom y Maverick Viñales, este último campeón de la categoría de Moto3 en 2013. En 2015 Viñales pasó a MotoGP y fue sustituido por Álex Rins. En 2016, el equipo alineó a Edgar Pons (su otro hijo) en lugar de Luis Salom. En 2017 fue Fabio Quartararo quien tomó el relevo de Rins, que pasó a MotoGP. En la temporada 2018 se contrató al piloto italiano Lorenzo Baldassarri y se reintegró al español Héctor Barberá. El contrato de Barberá fue rescindido el 8 de junio debido a la detención del piloto por conducir bajo los efectos del alcohol en la noche del 7 de junio. En su sustitución se contrató a Augusto Fernández, piloto que luego se convirtió en habitual en 2019, temporada en la que el equipo logró el campeonato por equipos de Moto2 con 391 puntos y tres victorias cada uno para Baldassarri y Fernández. En 2020 al confirmado Baldassarri se suma Héctor Garzó. Ambos pilotos logran un podio de temporada con el equipo en el séptimo lugar en la clasificación por equipos. En 2021 al confirmado Garzó se une el italiano Stefano Manzi. Ninguno de los dos pilotos logró subir al podio y la temporada terminó en el decimotercer lugar en la clasificación por equipos.
En 2022 el equipo cambia a ambos pilotos, se contratan a los españoles Jorge Navarro y Arón Canet, ambos pilotando una Boscoscuro de la temporada anterior. Canet compite por el título ganando ocho podios y termina en tercer lugar en la clasificación de pilotos. Un grave accidente durante la carrera del Gran Premio de Australia impide a Navarro participar en las dos últimas carreras del campeonato; finaliza en el decimoquinto puesto con el podio en Portugal como su mejor resultado de la temporada. A pesar de no ganar carreras, el equipo terminó tercero en la clasificación por equipos.

### MotoE
Desde 2019 también participa en la nueva categoría de moticiclismo eléctrico MotoE, con Sete Gibernau. El piloto catalán compite en temporada regular siempre finalizando en los puntos, excepto en una carrera en la que se retira. Cerró la temporada inaugural de esta categoría en el undécimo lugar entre los corredores con 38 puntos obtenidos. En 2020 ganaron el título de la categoría con el español Jordi Torres. En 2021 el confirmado Torres logra reafirmarse en el primer lugar de la clasificación y ganar nuevamente la copa del mundo de MotoE. En 2022 al confirmado Torres se suma Mattia Casadei. Con motivo del Gran Premio de Francia, Torres se vio envuelto en un accidente cuyas secuelas le impidieron participar en la siguiente carrera, siendo sustituido por Massimo Roccoli. Finaliza la temporada con Casadei cuarto en la clasificación con dos victorias (Le Mans y Misano), y Torres undécimo.

## Temporadas

### Motociclismo
| Temporada | Series | Moto                       | Rondas   | Victorias | Poles | VR | Podios | Pts. | Pos. | Pilotos destacados         |
| --------- | ------ | -------------------------- | -------- | --------- | ----- | -- | ------ | ---- | ---- | -------------------------- |
| 1992      | 500cc  | Honda NSR500               |          | 1         | 0     | 0  | 2      | NA   | NA   |                            |
| 1993      | 500cc  | Honda NSR500               |          | 0         | 0     | 0  | 2      | NA   | NA   |                            |
| 1993      | 250cc  | Honda RC211V               | 14 de 14 | 0         | 0     | 0  | 2      | NA   | NA   |                            |
| 1994      | 500cc  | Honda NSR500               |          | 0         | 0     | 0  | 1      | NA   | NA   |                            |
| 1995      | 500cc  | Honda NSR500               |          | 1         | 0     | 2  | 3      | NA   | NA   |                            |
| 1995      | 250cc  | Honda RC211V               | 13 de 13 | 0         | 0     | 0  | 0      | NA   | NA   |                            |
| 1996      | 500cc  | Honda NSR500               |          | 1         | 0     | 1  | 3      | NA   | NA   |                            |
| 1997      | 500cc  | Honda NSR500               |          | 0         | 0     | 1  | 3      | NA   | NA   |                            |
| 1998      | 500cc  | Honda NSR500               |          | 1         | 1     | 1  | 3      | NA   | NA   |                            |
| 1999      | 500cc  | Honda NSR500               |          | 0         | 0     | 2  | 1      | NA   | NA   |                            |
| 2000      | 500cc  | Honda NSR500               |          | 3         | 4     | 3  | 7      | NA   | NA   |                            |
| 2001      | 500cc  | Honda NSR500               |          | 1         | 4     | 1  | 13     | NA   | NA   | Loris Capirossi            |
| 2002      | MotoGP | Honda NSR500/Honda RC211V  |          | 2         | 1     | 2  | 8      | 319  | 3.º  |                            |
| 2003      | MotoGP | Honda RC211V               |          | 2         | 3     | 1  | 9      | 351  | 2.º  | Max Biaggi                 |
| 2004      | MotoGP | Honda RC211V               |          | 3         | 4     | 5  | 12     | 367  | 3.º  | Max Biaggi                 |
| 2005      | MotoGP | Honda RC211V               |          | 1         | 1     | 2  | 2      | 220  | 5.º  |                            |
| 2008      | 125cc  | Aprilia RSA 125            | 17 de 17 | 5         | 3     | 2  | 12     | NA   | NA   | Simone Corsi               |
| 2009      | 250cc  | Aprilia RSA 250/RSW 250 LE | 16 de 16 | 3         | 4     | 1  | 7      | NA   | NA   | Héctor Barberá             |
| 2009      | 125cc  | Aprilia RSA 125            | 16 de 16 | 1         | 0     | 0  | 4      | NA   | NA   | Nico Terol                 |
| 2010      | Moto2  | Kalex Moto2                | 17 de 17 | 0         | 0     | 0  | 1      | NA   | NA   |                            |
| 2011      | Moto2  | Kalex Moto2                | 17 de 17 | 0         | 0     | 0  | 1      | NA   | NA   |                            |
| 2012      | Moto2  | Kalex Moto2                | 17 de 17 | 4         | 8     | 3  | 12     | NA   | NA   | Pol Espargaró              |
| 2013      | Moto2  | Kalex Moto2                | 17 de 17 | 9         | 8     | 7  | 17     | NA   | NA   | Pol Espargaró Esteve Rabat |
| 2014      | Moto2  | Kalex Moto2                | 18 de 18 | 4         | 1     | 6  | 11     | NA   | NA   | Maverick Viñales           |
| 2015      | Moto2  | Kalex Moto2                | 18 de 18 | 2         | 3     | 4  | 10     | NA   | NA   | Álex Rins                  |
| 2016      | Moto2  | Kalex Moto2                | 18 de 18 | 2         | 1     | 3  | 7      | NA   | NA   | Álex Rins                  |
| 2017      | Moto2  | Kalex Moto2                | 18 de 18 | 0         | 0     | 0  | 0      | NA   | NA   |                            |
| 2018      | Moto2  | Kalex Moto2                | 19 de 19 | 1         | 2     | 4  | 5      | 217  | 5.º  |                            |
| 2019      | Moto2  | Kalex Moto2                | 19 de 19 | 6         | 1     | 4  | 8      | 391  | 1.º  |                            |
| 2019      | MotoE  | Energica Ego Corsa         | 4 de 4   | 0         | 0     | 0  | 0      | 38   | 11.º |                            |
| 2020      | Moto2  | Kalex Moto2                | 15 de 15 | 0         | 0     | 2  | 2      | 134  | 7.º  |                            |
| 2020      | MotoE  | Energica Ego Corsa         | 5 de 5   | 1         | 2     | 1  | 4      | 114  | 2.º  | Jordi Torres               |
| 2021      | Moto2  | Kalex Moto2                | 18 de 18 | 0         | 0     | 0  | 0      | 56   | 13.º |                            |
| 2021      | MotoE  | Energica Ego Corsa         | 6 de 6   | 1         | 1     | 0  | 4      | 279  | 5.º  | Jordi Torres               |
| 2022      | Moto2  | Kalex Moto2                | 20 de 20 | 0         | 3     | 2  | 8      | 287  | 3.º  | Arón Canet                 |
| 2022      | MotoE  | Energica Ego Corsa         | 6 de 6   | 2         | 2     | 1  | 7      | 277  | 3.º  |                            |
| 2023      | Moto2  | Kalex Moto2                | 21 de 21 | 0         | 1     | 0  | 7      | 279  | 5.º  |                            |
| 2023      | MotoE  | Ducati V21L                | 8 de 8   | 6         | 2     | 4  | 14     | 410  | 1.º  | Mattia Casadei             |
| Total     |        |                            |          | 63        | 60    | 65 | 212    |      |      | 4 , 5 , 7                  |

### Automovilismo
| Temporada | Series                     | Coche                    | Rondas | Victorias | Poles | VR | Podios | Pts. | Pos. | Pilotos destacados |
| --------- | -------------------------- | ------------------------ | ------ | --------- | ----- | -- | ------ | ---- | ---- | ------------------ |
| 2004      | World Series V6            | Dallara SN01 - Nissan V6 | 9 de 9 | 6         | 10    | 8  | 14     | 245  | 1.º  | Heikki Kovalainen  |
| 2005      | Fórmula Renault 3.5 Series | Dallara - Renault 3.5    | 9 de 9 | 2         | 1     | 1  | 6      | 130  | 5.º  | Adrián Vallés      |
| 2005      | Fórmula Renault 2.0        | Tatuus - Renault 2.0     | 8 de 8 | 0         | 0     | 0  | 0      | 5    | 17.º |                    |
| 2006      | Fórmula Renault 3.5 Series | Dallara - Renault 3.5    | 9 de 9 | 0         | 1     | 0  | 2      | 50   | 11.º |                    |
| 2007      | Fórmula Renault 3.5 Series | Dallara - Renault 3.5    | 9 de 9 | 2         | 1     | 1  | 4      | 79   | 7.º  |                    |
| 2008      | Fórmula Renault 3.5 Series | Dallara - Renault 3.5    | 9 de 9 | 0         | 0     | 1  | 1      | 29   | 11.º |                    |
| 2009      | Fórmula Renault 3.5 Series | Dallara - Renault 3.5    | 9 de 9 | 4         | 1     | 0  | 4      | 81   | 6.º  |                    |
| 2010      | Fórmula Renault 3.5 Series | Dallara - Renault 3.5    | 9 de 9 | 0         | 0     | 1  | 2      | 67   | 8.º  |                    |
| 2011      | Fórmula Renault 3.5 Series | Dallara - Renault 3.5    | 9 de 9 | 0         | 0     | 0  | 1      | 59   | 11.º |                    |
| 2012      | Fórmula Renault 3.5 Series | Dallara - Renault 3.5    | 9 de 9 | 0         | 0     | 0  | 0      | 1    | 13.º |                    |
| 2013      | Fórmula Renault 3.5 Series | Dallara - Renault 3.5    | 9 de 9 | 0         | 0     | 0  | 0      | 28   | 12.º |                    |
| 2014      | Fórmula Renault 3.5 Series | Dallara - Renault 3.5    | 9 de 9 | 0         | 0     | 0  | 0      | 32   | 12.º |                    |
| 2015      | Fórmula Renault 3.5 Series | Dallara - Renault 3.5    | 9 de 9 | 0         | 0     | 0  | 1      | 40   | 9.º  |                    |
| Total     |                            |                          |        | 14        | 13    | 12 | 35     |      |      | 1 , 1              |

## Resultados

### 500cc/MotoGP
| Año  | Categoría | Nombre de Equipo    | Moto                      | Pilotos             | Carreras | Victorias | Podios | Poles | V.Rápidas | Puntos | Pos. |
| ---- | --------- | ------------------- | ------------------------- | ------------------- | -------- | --------- | ------ | ----- | --------- | ------ | ---- |
| 1992 | 500cc     | Campsa Honda Pons   | Honda NSR500              | Àlex Crivillé       |          | 1         | 2      | 0     | 0         | 59     | 8.º  |
| 1993 | 500cc     | Marlboro Honda Pons | Honda NSR500              | Àlex Crivillé       |          | 0         | 2      | 0     | 0         | 117    | 8.º  |
| 1994 | 500cc     | Ducados Honda Pons  | Honda NSR500              | Alberto Puig        |          | 0         | 1      | 0     | 0         | 152    | 5.º  |
| 1995 | 500cc     | Fortuna Honda Pons  | Honda NSR500              | Alberto Puig        |          | 1         | 3      | 0     | 1         | 99     | 8.º  |
| 1995 | 500cc     | Fortuna Honda Pons  | Honda NSR500              | Carlos Checa        |          | 0         | 0      | 0     | 1         | 26     | 16.º |
| 1996 | 500cc     | Fortuna Honda Pons  | Honda NSR500              | Alberto Puig        |          | 0         | 1      | 0     | 0         | 93     | 11.º |
| 1996 | 500cc     | Fortuna Honda Pons  | Honda NSR500              | Carlos Checa        |          | 1         | 3      | 0     | 1         | 124    | 8.º  |
| 1997 | 500cc     | Movistar Honda Pons | Honda NSR500              | Alberto Puig        |          | 0         | 0      | 0     | 0         | 63     | 12.º |
| 1997 | 500cc     | Movistar Honda Pons | Honda NSR500              | Carlos Checa        |          | 0         | 3      | 0     | 1         | 119    | 8.º  |
| 1998 | 500cc     | Movistar Honda Pons | Honda NSR500              | Carlos Checa        | 11       | 1         | 3      | 1     | 1         | 139    | 4.º  |
| 1998 | 500cc     | Movistar Honda Pons | Honda NSR500              | John Kocinski       | 11       | 0         | 0      | 0     | 0         | 64     | 12.º |
| 1998 | 500cc     | Movistar Honda Pons | Honda NSR500              | Juan Bautista Borja | 1 (12)   | 0         | 0      | 0     | 0         | 0 (3)  | 32.º |
| 1998 | 500cc     | Movistar Honda Pons | Honda NSR500              | Gregorio Lavilla    | 1        | 0         | 0      | 0     | 0         | 5      | 27.º |
| 1999 | 500cc     | Movistar Honda Pons | Honda NSR500              | Alex Barros         | 16       | 0         | 1      | 0     | 2         | 110    | 9.º  |
| 1999 | 500cc     | Movistar Honda Pons | Honda NSR500              | Juan Bautista Borja | 16       | 0         | 0      | 0     | 0         | 92     | 12.º |
| 2000 | 500cc     | Emerson Honda Pons  | Honda NSR500              | Alex Barros         | 16       | 2         | 3      | 3     | 1         | 163    | 4.º  |
| 2000 | 500cc     | Emerson Honda Pons  | Honda NSR500              | Loris Capirossi     | 16       | 1         | 4      | 1     | 2         | 154    | 7.º  |
| 2001 | 500cc     | West Honda Pons     | Honda NSR500              | Alex Barros         | 16       | 1         | 4      | 0     | 0         | 182    | 4.º  |
| 2001 | 500cc     | West Honda Pons     | Honda NSR500              | Loris Capirossi     | 16       | 0         | 9      | 4     | 1         | 210    | 3.º  |
| 2002 | MotoGP    | West Honda Pons     | Honda NSR500 Honda RC211V | Alex Barros         | 16       | 2         | 6      | 1     | 2         | 204    | 4.º  |
| 2002 | MotoGP    | West Honda Pons     | Honda NSR500 Honda RC211V | Loris Capirossi     | 14       | 0         | 2      | 0     | 0         | 109    | 8.º  |
| 2002 | MotoGP    | West Honda Pons     | Honda NSR500 Honda RC211V | Alex Hofmann        | 2 (4)    | 0         | 0      | 0     | 0         | 6 (11) | 22.º |
| 2003 | MotoGP    | Camel Pramac Pons   | Honda RC211V              | Max Biaggi          | 16       | 2         | 9      | 3     | 1         | 228    | 3.º  |
| 2003 | MotoGP    | Camel Pramac Pons   | Honda RC211V              | Tohru Ukawa         | 16       | 0         | 0      | 0     | 0         | 123    | 8.º  |
| 2004 | MotoGP    | Camel Honda         | Honda RC211V              | Max Biaggi          | 16       | 1         | 9      | 1     | 3         | 217    | 3.º  |
| 2004 | MotoGP    | Camel Honda         | Honda RC211V              | Makoto Tamada       | 16       | 2         | 3      | 3     | 2         | 150    | 6.º  |
| 2005 | MotoGP    | Camel Honda         | Honda RC211V              | Alex Barros         | 17       | 1         | 1      | 1     | 2         | 147    | 8.º  |
| 2005 | MotoGP    | Camel Honda         | Honda RC211V              | Troy Bayliss        | 10       | 0         | 0      | 0     | 0         | 54     | 15.º |
| 2005 | MotoGP    | Camel Honda         | Honda RC211V              | Chris Vermeulen     | 2        | 0         | 0      | 0     | 0         | 10     | 21.º |
| 2005 | MotoGP    | Camel Honda         | Honda RC211V              | Shane Byrne         | 2 (11)   | 0         | 0      | 0     | 0         | 5 (6)  | 24.º |
| 2005 | MotoGP    | Camel Honda         | Honda RC211V              | Ryuichi Kiyonari    | 1        | 0         | 0      | 0     | 0         | 4      | 25.º |
| 2005 | MotoGP    | Camel Honda         | Honda RC211V              | Tohru Ukawa         | 1 (2)    | 0         | 0      | 0     | 0         | 0 (1)  | 27.º |

### 250cc/Moto2
(Carreras en negro indican pole position, carreras en italics indican vuelta rápida)
| Temp.  | Cat.   | Equipo                  | Moto       | N.º    | Piloto              | 1       | 2       | 3       | 4       | 5       | 6       | 7       | 8       | 9       | 10      | 11      | 12      | 13      | 14      | 15      | 16      | 17      | 18      | 19      | 20      | 21     | Pos    | Pts     |
| 250 cc | 250 cc | 250 cc                  | 250 cc     | 250 cc | 250 cc              | 250 cc  | 250 cc  | 250 cc  | 250 cc  | 250 cc  | 250 cc  | 250 cc  | 250 cc  | 250 cc  | 250 cc  | 250 cc  | 250 cc  | 250 cc  | 250 cc  | 250 cc  | 250 cc  | 250 cc  | 250 cc  | 250 cc  | 250 cc  | 250 cc | 250 cc | 250 cc  |
| ------ | ------ | ----------------------- | ---------- | ------ | ------------------- | ------- | ------- | ------- | ------- | ------- | ------- | ------- | ------- | ------- | ------- | ------- | ------- | ------- | ------- | ------- | ------- | ------- | ------- | ------- | ------- | ------ | ------ | ------- |
| 1993   | 250cc  | Ducados Honda Pons      | Honda      | 6      | Alberto Puig        | AUS 13  | MAL 8   | JPN 15  | ESP Ret | AUT 9   | GER 11  | NED 9   | EUR 3   | RSM 10  | GBR Ret | CZE 3   | ITA 5   | USA 4   | FIM 4   |         |         |         |         |         |         |        | 9.º    | 106     |
| 1995   | 250cc  | Fortuna Honda-Pons      | Honda      | 12     | Carlos Checa        | AUS 4   | MAL DNS | JPN Ret | ESP Ret | GER 7   | ITA 11  | NED 11  | FRA 4   | GBR     | CZE     | BRA     | ARG     | EUR     |         |         |         |         |         |         |         |        | 13.º   | 45      |
| 1995   | 250cc  | Fortuna Honda-Pons      | Honda      | 14     | Rubén Xaus          | AUS     | MAL     | JPN     | ESP     | GER     | ITA     | NED     | FRA     | GBR Ret | CZE 23  | BRA 16  | ARG Ret | EUR Ret |         |         |         |         |         |         |         |        | NC     | 0       |
| 1995   | 250cc  | Fortuna Honda-Pons      | Honda      | 94     | Sete Gibernau       | AUS     | MAL     | JPN     | ESP     | GER     | ITA     | NED     | FRA     | GBR     | CZE     | BRA     | ARG     | EUR Ret |         |         |         |         |         |         |         |        | NC     | 0       |
| 2009   | 250cc  | Pepe World Team         | Aprilia    | 7      | Axel Pons           | QAT Ret | JPN Ret | SPA Ret | FRA Ret | ITA 17  | CAT 16  | NED Ret | GER 16  | GBR 20  | CZE 16  | IND 14  | RSM 16  | POR 15  | AUS Ret | MAL Ret | VAL Ret |         |         |         |         |        | 26.º   | 3       |
| 2009   | 250cc  | Pepe World Team         | Aprilia    | 40     | Héctor Barberá      | QAT 1   | JPN 11  | SPA 4   | FRA 11  | ITA 5   | CAT 3   | NED 2   | GER 5   | GBR 8   | CZE 7   | IND 6   | RSM 1   | POR 3   | AUS 2   | MAL 2   | VAL 1   |         |         |         |         |        | 2.º    | 239     |
| Moto2  |        |                         |            |        |                     |         |         |         |         |         |         |         |         |         |         |         |         |         |         |         |         |         |         |         |         |        |        |         |
| 2010   | Moto2  | Tenerife 40 Pons        | Pons Kalex | 31     | Carmelo Morales     | QAT     | SPA     | FRA     | ITA     | GBR     | NED     | CAT Ret | GER     | CZE     | IND     | RSM     | ARA     | JPN     | MAL     | AUS     | POR     | VAL     |         |         |         |        | NC     | 0       |
| 2010   | Moto2  | Tenerife 40 Pons        | Pons Kalex | 40     | Sergio Gadea        | QAT 10  | SPA 6   | FRA 6   | ITA 2   | GBR 15  | NED 23  | CAT 25  | GER Ret | CZE 14  | IND 6   | RSM Ret | ARA 20  | JPN 17  | MAL Ret | AUS 24  | POR 22  | VAL 8   |         |         |         |        | 17.º   | 67      |
| 2010   | Moto2  | Tenerife 40 Pons        | Pons Kalex | 50     | Damian Cudlin       | QAT     | SPA     | FRA     | ITA     | GBR     | NED     | CAT     | GER 7   | CZE     | IND     | RSM     | ARA     | JPN     | MAL     | AUS     | POR     | VAL     |         |         |         |        | 31.º   | 9       |
| 2010   | Moto2  | Tenerife 40 Pons        | Pons Kalex | 80     | Axel Pons           | QAT Ret | SPA 19  | FRA Ret | ITA Ret | GBR 23  | NED DNS | CAT     | GER     | CZE 25  | IND 14  | RSM 18  | ARA Ret | JPN 19  | MAL 17  | AUS 14  | POR 13  | VAL Ret |         |         |         |        | 33.º   | 7       |
| 2011   | Moto2  | Pons HP 40              | Pons Kalex | 25     | Alex Baldolini      | QAT     | SPA     | POR     | FRA     | CAT     | GBR     | NED     | ITA     | GER     | CZE     | IND 34  | RSM Ret | ARA 22  | JPN     | AUS     | MAL     | VAL     |         |         |         |        | 27.º   | 18      |
| 2011   | Moto2  | Pons HP 40              | Pons Kalex | 40     | Aleix Espargaró     | QAT 11  | SPA 24  | POR Ret | FRA 6   | CAT 3   | GBR 18  | NED 16  | ITA 9   | GER Ret | CZE 6   | IND 10  | RSM Ret | ARA 5   | JPN 31  | AUS 13  | MAL 8   | VAL 21  |         |         |         |        | 12.º   | 76      |
| 2011   | Moto2  | Pons HP 40              | Pons Kalex | 80     | Axel Pons           | QAT 16  | SPA Ret | POR 15  | FRA Ret | CAT Ret | GBR Ret | NED Ret | ITA DNS | GER 22  | CZE 24  | IND     | RSM     | ARA     | JPN Ret | AUS 19  | MAL NC  | VAL DNS |         |         |         |        | 32.º   | 1       |
| 2012   | Moto2  | Pons 40 HP Tuenti       | Kalex      | 40     | Pol Espargaró       | QAT 3   | SPA 1   | POR 2   | FRA 6   | CAT Ret | GBR 1   | NED Ret | GER 4   | ITA 2   | IND 2   | CZE 3   | RSM 2   | ARA 1   | JPN 2   | MAL 10  | AUS 1   | VAL 8   |         |         |         |        | 2.º    | 269     |
| 2012   | Moto2  | Pons 40 HP Tuenti       | Kalex      | 49     | Axel Pons           | QAT 22  | SPA 18  | POR Ret | FRA 16  | CAT 22  | GBR Ret | NED Ret | GER Ret | ITA Ret | IND 21  | CZE 15  | RSM 17  | ARA 16  | JPN 9   | MAL 13  | AUS Ret | VAL 20  |         |         |         |        | 24.º   | 11      |
| 2012   | Moto2  | Pons 40 HP Tuenti       | Kalex      | 80     | Esteve Rabat        | QAT 4   | SPA 28  | POR 24  | FRA 10  | CAT 4   | GBR 13  | NED 4   | GER 12  | ITA Ret | IND 11  | CZE 10  | RSM 5   | ARA 11  | JPN 3   | MAL 9   | AUS 7   | VAL 10  |         |         |         |        | 7.º    | 117     |
| 2013   | Moto2  | Tuenti HP 40            | Kalex      | 40     | Pol Espargaró       | QAT 1   | AME Ret | SPA 3   | FRA 19  | ITA 4   | CAT 1   | NED 1   | GER 3   | IND 4   | CZE 4   | GBR 8   | RSM 1   | ARA 3   | MAL 2   | AUS 1   | JPN 1   | VAL 29  |         |         |         |        | 1.º    | 265     |
| 2013   | Moto2  | Tuenti HP 40            | Kalex      | 49     | Axel Pons           | QAT Ret | AME 16  | SPA Ret | FRA Ret | ITA Ret | CAT 14  | NED 21  | GER 15  | IND Ret | CZE 20  | GBR 21  | RSM 17  | ARA 16  | MAL Ret | AUS 24  | JPN 13  | VAL 20  |         |         |         |        | 25.º   | 6       |
| 2013   | Moto2  | Tuenti HP 40            | Kalex      | 80     | Esteve Rabat        | QAT 9   | AME 2   | SPA 1   | FRA 22  | ITA 13  | CAT 2   | NED 5   | GER 13  | IND 1   | CZE 7   | GBR 4   | RSM 3   | ARA 2   | MAL 1   | AUS 8   | JPN Ret | VAL 5   |         |         |         |        | 3.º    | 216     |
| 2014   | Moto2  | Páginas Amarillas HP 40 | Kalex      | 39     | Luis Salom          | QAT 14  | AME Ret | ARG 3   | SPA 6   | FRA 5   | ITA 2   | CAT Ret | NED 15  | GER 14  | IND 26  | CZE Ret | GBR 19  | RSM 15  | ARA 13  | JPN 15  | AUS 17  | MAL 11  | VAL 4   |         |         |        | 8.º    | 85      |
| 2014   | Moto2  | Páginas Amarillas HP 40 | Kalex      | 40     | Maverick Viñales    | QAT 4   | AME 1   | ARG Ret | SPA 5   | FRA 4   | ITA 9   | CAT 2   | NED 2   | GER 5   | IND 2   | CZE 6   | GBR 3   | RSM 4   | ARA 1   | JPN 2   | AUS 1   | MAL 1   | VAL Ret |         |         |        | 3.º    | 274     |
| 2014   | Moto2  | Pons HP 40              | Kalex      | 57     | Edgar Pons          | QAT     | AME     | ARG     | SPA 25  | FRA     | ITA     | CAT     | NED     | GER     | IND     | CZE     | GBR     | RSM     | ARA     | JPN     | AUS     | MAL     | VAL     |         |         |        | NC     | 0       |
| 2015   | Moto2  | Páginas Amarillas HP 40 | Kalex      | 39     | Luis Salom          | QAT Ret | AME 27  | ARG 11  | SPA 7   | FRA Ret | ITA 5   | CAT 5   | NED DNS | GER 17  | IND 16  | CZE 9   | GBR 17  | RSM 9   | ARA Ret | JPN Ret | AUS 6   | MAL 6   | VAL 6   |         |         |        | 13.º   | 80      |
| 2015   | Moto2  | Páginas Amarillas HP 40 | Kalex      | 40     | Álex Rins           | QAT 4   | AME 3   | ARG 2   | SPA 18  | FRA 17  | ITA 11  | CAT 2   | NED 4   | GER 3   | IND 1   | CZE 3   | GBR 2   | RSM DSQ | ARA 2   | JPN 11  | AUS 1   | MAL Ret | VAL 2   |         |         |        | 2.º    | 234     |
| 2015   | Moto2  | Páginas Amarillas HP 40 | Kalex      | 57     | Edgar Pons          | QAT     | AME     | ARG     | SPA 19  | FRA     | ITA     | CAT 17  | NED     | GER     | IND     | CZE 22  | GBR     | RSM     | ARA     | JPN     | AUS     | MAL     | VAL     |         |         |        | NC     | 0       |
| 2015   | Moto2  | Pons Racing Junior Team | Kalex      | 9      | Luca Marini         | QAT     | AME     | ARG     | SPA     | FRA     | ITA     | CAT     | NED     | GER     | IND     | CZE     | GBR     | RSM 21  | ARA     | JPN     | AUS     | MAL     | VAL     |         |         |        | NC     | 0       |
| 2016   | Moto2  | Páginas Amarillas HP 40 | Kalex      | 40     | Álex Rins           | QAT 8   | ARG 4   | AME 1   | SPA 3   | FRA 1   | ITA 7   | CAT 2   | NED 6   | GER Ret | AUT 3   | CZE 2   | GBR 7   | RSM 2   | ARA 6   | JPN 20  | AUS Ret | MAL 14  | VAL 5   |         |         |        | 3.º    | 214     |
| 2016   | Moto2  | Páginas Amarillas HP 40 | Kalex      | 57     | Edgar Pons          | QAT Ret | ARG DNS | AME     | SPA DNS | FRA     | ITA 23  | CAT 17  | NED 23  | GER 14  | AUT 20  | CZE 20  | GBR 23  | RSM Ret | ARA 24  | JPN 16  | AUS 14  | MAL 19  | VAL 19  |         |         |        | 31.º   | 4       |
| 2017   | Moto2  | Pons HP40               | Kalex      | 40     | Fabio Quartararo    | QAT 7   | ARG Ret | AME 12  | SPA 16  | FRA 18  | ITA 18  | CAT 7   | NED 9   | GER 13  | CZE 20  | AUT Ret | GBR 16  | RSM 6   | ARA 11  | JPN 19  | AUS Ret | MAL 7   | VAL 8   |         |         |        | 15.º   | 64      |
| 2017   | Moto2  | Pons HP40               | Kalex      | 57     | Edgar Pons          | QAT 26  | ARG 16  | AME Ret | SPA 17  | FRA 25  | ITA 20  | CAT 22  | NED 24  | GER 19  | CZE 28  | AUT 14  | GBR 22  | RSM Ret | ARA 17  | JPN 27  | AUS Ret | MAL 16  | VAL 20  |         |         |        | 34.º   | 2       |
| 2018   | Moto2  | Pons HP40               | Kalex      | 7      | Lorenzo Baldassarri | QAT 2   | ARG 4   | AME 10  | SPA 1   | FRA Ret | ITA 2   | CAT 7   | NED 26  | GER Ret | CZE 4   | AUT 26  | GBR C   | RSM 6   | ARA 3   | THA Ret | JPN 2   | AUS 22  | MAL 6   | VAL Ret |         |        | 5.º    | 162     |
| 2018   | Moto2  | Pons HP40               | Kalex      | 40     | Héctor Barberá      | QAT 13  | ARG 20  | AME 18  | SPA 14  | FRA 11  | ITA Ret | CAT     | NED     | GER     | CZE     | AUT     | GBR     | RSM     | ARA     | THA     | JPN     | AUS     | MAL     | VAL     |         |        | 23.º   | 10      |
| 2018   | Moto2  | Pons HP40               | Kalex      | 40     | Augusto Fernández   | QAT     | ARG     | AME     | SPA     | FRA     | ITA     | CAT 14  | NED 12  | GER 15  | CZE 12  | AUT Ret | GBR C   | RSM Ret | ARA 13  | THA Ret | JPN 6   | AUS 4   | MAL Ret | VAL 8   |         |        | 18.º   | 45      |
| 2019   | Moto2  | Flexbox HP40            | Kalex      | 7      | Lorenzo Baldassarri | QAT 1   | ARG 1   | AME Ret | SPA 1   | FRA Ret | ITA 4   | CAT Ret | NED Ret | GER 7   | CZE 11  | AUT 4   | GBR 7   | RSM 10  | ARA 8   | THA 25  | JPN 4   | AUS 5   | MAL 7   | VAL 17  |         |        | 7.º    | 171     |
| 2019   | Moto2  | Flexbox HP40            | Kalex      | 40     | Augusto Fernández   | QAT 5   | ARG DNS | AME     | SPA 3   | FRA 3   | ITA 5   | CAT 4   | NED 1   | GER 6   | CZE 8   | AUT 5   | GBR 1   | RSM 1   | ARA 22  | THA 4   | JPN 8   | AUS 19  | MAL 11  | VAL 6   |         |        | 5.º    | 207     |
| 2019   | Moto2  | Flexbox HP40            | Kalex      | 54     | Mattia Pasini       | QAT     | ARG     | AME 4   | SPA     | FRA     | ITA     | CAT     | NED     | GER     | CZE     | AUT     | GBR     | RSM     | ARA     | THA     | JPN     | AUS     | MAL     | VAL     |         |        | 20.º   | 13 (35) |
| 2020   | Moto2  | Flexbox HP40            | Kalex      | 7      | Lorenzo Baldassarri | QAT 2   | SPA 8   | AND Ret | CZE 22  | AUT 11  | EST 15  | RSM 11  | ERM 25  | CAT Ret | FRA 8   | ARA 20  | TER Ret | EUR 5   | VAL 10  | POR 9   |         |         |         |         |         |        | 12.º   | 71      |
| 2020   | Moto2  | Flexbox HP40            | Kalex      | 40     | Héctor Garzó        | QAT 17  | SPA 12  | AND Ret | CZE Ret | AUT 15  | EST 9   | RSM Ret | ERM 10  | CAT 13  | FRA 12  | ARA 7   | TER Ret | EUR 7   | VAL 2   | POR Ret |         |         |         |         |         |        | 16.º   | 62      |
| 2021   | Moto2  | Flexbox HP40            | Kalex      | 2      | Alonso López        | QAT     | DOH     | POR     | SPA     | FRA     | ITA     | CAT     | GER 12  | NED     | EST     | AUT     | GBR     | ARA     | RSM     | AME     | ERM     | ALG     | VAL     |         |         |        | 30.º   | 4       |
| 2021   | Moto2  | Flexbox HP40            | Kalex      | 40     | Héctor Garzó        | QAT Ret | DOH 16  | POR 8   | SPA Ret | FRA Ret | ITA 13  | CAT Ret | GER     | NED DNS | EST Ret | AUT 15  | GBR Ret | ARA Ret | RSM 20  | AME Ret | ERM Ret | ALG 12  | VAL Ret |         |         |        | 23.º   | 16      |
| 2021   | Moto2  | Flexbox HP40            | Kalex      | 62     | Stefano Manzi       | QAT 19  | DOH 8   | POR Ret | SPA 13  | FRA Ret | ITA 10  | CAT 24  | GER 20  | NED 13  | EST 18  | AUT 24  | GBR Ret | ARA 18  | RSM 16  | AME 19  | ERM 6   | ALG 13  | VAL 13  |         |         |        | 19.º   | 36      |
| 2022   | Moto2  | Flexbox HP40            | Kalex      | 9      | Jorge Navarro       | QAT 7   | INA 13  | ARG Ret | AME 5   | POR 3   | SPA 10  | FRA 9   | ITA 12  | CAT 14  | GER Ret | NED 12  | GBR 8   | AUT 11  | RSM Ret | ARA 8   | JPN Ret | THA 20  | AUS Ret | MAL     | VAL     |        | 14.º   | 83      |
| 2022   | Moto2  | Flexbox HP40            | Kalex      | 40     | Arón Canet          | QAT 2   | INA 3   | ARG 4   | AME Ret | POR Ret | SPA 2   | FRA 2   | ITA Ret | CAT 2   | GER 9   | NED DNS | GBR 5   | AUT 6   | RSM 2   | ARA 2   | JPN Ret | THA 3   | AUS 9   | MAL 8   | VAL Ret |        | 3.º    | 200     |
| 2022   | Moto2  | Flexbox HP40            | Kalex      | 72     | Borja Gómez         | QAT     | INA     | ARG     | AME     | POR     | SPA     | FRA     | ITA     | CAT     | GER     | NED     | GBR     | AUT     | RSM     | ARA     | JPN     | THA     | AUS     | MAL 20  | VAL 12  |        | 31.º   | 4       |
| 2023   | Moto2  | Flexbox HP40            | Kalex      | 11     | Sergio García       | POR     | ARG     | AME     | SPA     | FRA     | ITA     | GER     | NED     | KAZ     | GBR     | AUT     | CAT     | RSM     | BAH     | JPN     | INA     | AUS     | THA     | MAL     | QAT     | VAL    | -.º    | -       |
| 2023   | Moto2  | Flexbox HP40            | Kalex      | 40     | Arón Canet          | POR     | ARG     | AME     | SPA     | FRA     | ITA     | GER     | NED     | KAZ     | GBR     | AUT     | CAT     | RSM     | BAH     | JPN     | INA     | AUS     | THA     | MAL     | QAT     | VAL    | -.º    | -       |

* Temporada en curso.

### 125cc
(Carreras en negro indican pole position, carreras en italics indican vuelta rápida)
| Temp. | Cat.  | Equipo           | Moto    | N.º | Piloto        | 1      | 2       | 3      | 4       | 5      | 6      | 7       | 8      | 9     | 10      | 11     | 12     | 13      | 14     | 15      | 16     | 17    | Pos  | Pts    |
| ----- | ----- | ---------------- | ------- | --- | ------------- | ------ | ------- | ------ | ------- | ------ | ------ | ------- | ------ | ----- | ------- | ------ | ------ | ------- | ------ | ------- | ------ | ----- | ---- | ------ |
| 2008  | 125cc | Jack & Jones WRB | Aprilia | 14  | Axel Pons     | QAT    | SPA Ret | POR 26 | CHN     | FRA    | ITA    | CAT Ret | GBR    | NED   | GER     | CZE    | RSM    | IND     | JPN    | AUS     | MAL    | VAL   | NC   | 0      |
| 2008  | 125cc | Jack & Jones WRB | Aprilia | 18  | Nicolás Terol | QAT 10 | SPA 2   | POR 3  | CHN 8   | FRA 3  | ITA 7  | CAT Ret | GBR 18 | NED 9 | GER 7   | CZE 5  | RSM 5  | IND 1   | JPN 5  | AUS Ret | MAL 9  | VAL 2 | 5.º  | 176    |
| 2008  | 125cc | Jack & Jones WRB | Aprilia | 24  | Simone Corsi  | QAT 7  | SPA 1   | POR 1  | CHN Ret | FRA 13 | ITA 1  | CAT 5   | GBR 5  | NED 3 | GER 5   | CZE 10 | RSM 3  | IND 7   | JPN 7  | AUS 8   | MAL 3  | VAL 1 | 2.º  | 225    |
| 2009  | 125cc | Jack&Jones Team  | Aprilia | 18  | Nicolás Terol | QAT 7  | JPN 17  | SPA 10 | FRA 9   | ITA 2  | CAT 2  | NED 5   | GER 4  | GBR 4 | CZE 1   | IND 4  | RSM 2  | POR Ret | AUS 6  | MAL 5   | VAL 10 |       | 3.º  | 179.5  |
| 2009  | 125cc | Jack&Jones Team  | Aprilia | 24  | Simone Corsi  | QAT 14 | JPN 15  | SPA 14 | FRA Ret | ITA 18 | CAT 16 | NED     | GER    | GBR   | CZE     | IND    | RSM    | POR     | AUS    | MAL     | VAL    |       | 11.º | 5 (81) |
| 2009  | 125cc | Jack&Jones Team  | Aprilia | 39  | Luis Salom    | QAT    | JPN     | SPA    | FRA     | ITA    | CAT    | NED 16  | GER 13 | GBR 6 | CZE Ret | IND 13 | RSM 21 | POR 15  | AUS 19 | MAL 15  | VAL 13 |       | 22.º | 21     |

### MotoE
(Carreras en negro indican pole position, carreras en italics indican vuelta rápida)
| Año  | Cat.  | Equipo                | Moto               | N.º | Pilotos         | 1   | 2   | 3   | 4   | 5   | 6   | 7   | 8   | 9   | 10  | 11  | 12  | Pts | C.P. |
| ---- | ----- | --------------------- | ------------------ | --- | --------------- | --- | --- | --- | --- | --- | --- | --- | --- | --- | --- | --- | --- | --- | ---- |
| 2019 | MotoE | Join Contract Pons 40 | Energica Ego Corsa |     |                 | GER | AUT | RSM | RSM | VAL | VAL |     |     |     |     |     |     |     |      |
| 2019 | MotoE | Join Contract Pons 40 | Energica Ego Corsa | 15  | Sete Gibernau   | 9   | 6   | 9   | Ret | 11  | 7   |     |     |     |     |     |     | 38  | 11.º |
| 2020 | MotoE | Pons Racing 40        | Energica Ego Corsa |     |                 | SPA | AND | RSM | ERM | ERM | FRA | FRA |     |     |     |     |     |     |      |
| 2020 | MotoE | Pons Racing 40        | Energica Ego Corsa | 40  | Jordi Torres    | 6   | 2   | 4   | 2   | 3   | 1   | 6   |     |     |     |     |     | 114 | 1.º  |
| 2021 | MotoE | Pons Racing 40        | Energica Ego Corsa |     |                 | SPA | FRA | CAT | NED | AUT | RSM | RSM |     |     |     |     |     |     |      |
| 2021 | MotoE | Pons Racing 40        | Energica Ego Corsa | 40  | Jordi Torres    | 3   | 5   | 3   | 2   | 7   | 1   | 13  |     |     |     |     |     | 100 | 1.º  |
| 2021 | MotoE | Pons Racing 40        | Energica Ego Corsa | 53  | Jasper Iwema    | 11  | 14  | Ret | 16  | 14  | 14  | 14  |     |     |     |     |     | 13  | 17.º |
| 2022 | MotoE | Pons Racing 40        | Energica Ego Corsa |     |                 | SPA | SPA | FRA | FRA | ITA | ITA | NED | NED | AUT | AUT | RSM | RSM |     |      |
| 2022 | MotoE | Pons Racing 40        | Energica Ego Corsa | 27  | Mattia Casadei  | 17  | 3   | 1   | 2   | 4   | Ret | 3   | 3   | Ret | 4   | 1   | 2   | 156 | 4.º  |
| 2022 | MotoE | Pons Racing 40        | Energica Ego Corsa | 40  | Jordi Torres    | 5   | 7   | Ret | DNS |     |     | 9   | 16  | 8   | 10  | 4   | 5   | 65  | 11.º |
| 2022 | MotoE | Pons Racing 40        | Energica Ego Corsa | 55  | Massimo Roccoli |     |     |     |     | 15  | 11  |     |     |     |     |     |     | 6   | 21.º |

- * Temporada en curso.